# Danh sách di sản văn hóa Tây Ban Nha được quan tâm ở Andratx
Danh sách di sản văn hóa Tây Ban Nha được quan tâm ở Andratx.
| Tên                                                | Dạng                              | Địa điểm          | Tọa độ                                        | Số hồ sơ tham khảo? | Ngày nhận danh hiệu? | Hình ảnh                                     |
| -------------------------------------------------- | --------------------------------- | ----------------- | --------------------------------------------- | ------------------- | -------------------- | -------------------------------------------- |
| Lâu đài Andrach Lâu đài Son Mas                    | Di tích Kiến trúc quân sự Lâu đài | Andrach           | 39°34′35″B 2°25′28″Đ / 39,576268°B 2,424351°Đ | RI-51-0008339       | 30-11-1993           | Castillo de Andrach · Upload image           |
| Tháp Nova Atalaya                                  | Di tích Kiến trúc phòng thủ       | Andrach           | 39°38′08″B 2°25′38″Đ / 39,635527°B 2,427216°Đ | RI-51-0008334       | 30-11-1993           | Torre Nova · Upload image                    |
| Tháp vigía Lạch ở Basset                           | Di tích Kiến trúc quân sự         | Andrach           | 39°35′45″B 2°21′02″Đ / 39,595882°B 2,350625°Đ | RI-51-0008332       | 30-11-1993           | Torre vigía de Cala en Basset · Upload image |
| Can Telm Alemany                                   | Di tích                           | Andrach           |                                               | RI-51-0008344       | 30-11-1993           | Upload image                                 |
| Cap Andritxol                                      | Di tích                           | Andrach           |                                               | RI-51-0008331       | 30-11-1993           | Upload image                                 |
| Mola Andraitx                                      | Di tích                           | Andrach           |                                               | RI-51-0008333       | 30-11-1993           | Upload image                                 |
| Sant Telm                                          | Di tích                           | Andrach           |                                               | RI-51-0008337       | 30-11-1993           | Upload image                                 |
| Son Boira                                          | Di tích                           | Andrach           |                                               | RI-51-0008340       | 30-11-1993           | Upload image                                 |
| Son Esteve                                         | Di tích                           | Andrach           |                                               | RI-51-0008341       | 30-11-1993           | Upload image                                 |
| Son Orlandis                                       | Di tích                           | Andrach           |                                               | RI-51-0008342       | 30-11-1993           | Upload image                                 |
| Son Vic                                            | Di tích                           | Andrach           |                                               | RI-51-0008343       | 30-11-1993           | Upload image                                 |
| Sona Gaiana                                        | Di tích                           | Andrach           |                                               | RI-51-0008338       | 30-11-1993           | Upload image                                 |
| Cap Llebetx                                        | Di tích                           | Andrach Dragonera |                                               | RI-51-0008335       | 30-11-1993           | Upload image                                 |
| Quần thể Tiền sử Lạch Lladó                        | Di tích                           | Andrach Dragonera |                                               | RI-51-0003033       | 10-09-1966           | Upload image                                 |
| Creu S'ullatre                                     | Di tích                           | Andrach           |                                               | RI-51-0010249       | 25-09-1998           | Upload image                                 |
| Hang Cova Des Moro                                 | Di tích                           | Andrach Dragonera |                                               | RI-51-0003034       | 10-09-1966           | Upload image                                 |
| Hang Son Bosc (Es Cementeri Des Moros)             | Di tích                           | Andrach           |                                               | RI-51-0001757       | 10-09-1966           | Upload image                                 |
| Hang Son Fortuny                                   | Di tích                           | Andrach           |                                               | RI-51-0001758       | 10-09-1966           | Upload image                                 |
| Habitaciones Prehistóricas Biniorella (Es Talaiot) | Di tích                           | Andrach           |                                               | RI-51-0001755       | 10-09-1966           | Upload image                                 |
| Na Popia                                           | Di tích                           | Andrach Dragonera |                                               | RI-51-0008336       | 30-11-1993           | Upload image                                 |
| Nghĩa địa Punta Lạch Lladó                         | Di tích                           | Andrach Dragonera |                                               | RI-51-0003035       | 10-09-1966           | Upload image                                 |
| Tàn tích Tiền sử Es Castellasset                   | Di tích                           | Andrach           |                                               | RI-51-0001756       | 10-09-1966           | Upload image                                 |
| Tàn tích Tiền sử Son Fortuny (Es Castellot)        | Di tích                           | Andrach           |                                               | RI-51-0001759       | 10-09-1966           | Upload image                                 |
| Tàn tích Tiền sử Trapa (Sa Peret Des Moros)        | Di tích                           | Andrach           |                                               | RI-51-0001760       | 10-09-1966           | Upload image                                 |
| Talaiot S' Alqueria (Puig Des Castellot)           | Di tích                           | Andrach           |                                               | RI-51-0001754       | 10-09-1966           | Upload image                                 |
| Creu S'abeurador                                   | Di tích                           | Andrach           |                                               | RI-51-0010248       | 25-09-1998           | Upload image                                 |